# Oplegnathiden
Oplegnathiden (Oplegnathidae) zijn een familie van straalvinnige vissen uit de orde van Baarsachtigen (Perciformes).

## Geslacht
- Oplegnathus Richardson, 1840